# Euxoa vestitura
Euxoa vestitura là một loài bướm đêm trong họ Noctuidae.